# Ortolo
L'Ortolo (corse : L'Urtolu) est un petit fleuve côtier français qui coule dans le département de la Corse-du-Sud (Corse) et se jette dans la mer Méditerranée.

## Géographie
La longueur de son cours est de 31,8 km.
Depuis 1996, son cours est interrompu par le barrage de l'Ortolo fait d'enrochements, d'une hauteur de 36 mètres, d'une longueur de 143 mètres et d'une capacité maximale de 2 920 000 m³.

### Communes et cantons traversés
Entièrement situé dans le département de la Corse-du-Sud, l'Ortolo traverse deux cantons (le canton de Levie et celui de Sartène) et trois communes : de l'amont vers aval, Levie (source), Foce, Sartène (embouchure). Il se jette dans la Méditerranée au nord de la plage d'Erbaju, le tout dans l'arrondissement de Sartène.

### Bassin versant
L'Ortolo traverse une seule zone hydrographique « L'Ortolo » (Y890) de 150 km2 de superficie. Ce bassin versant est constitué à 85,71 % de « forêts et milieux semi-naturels », à 14,15 % de « territoires agricoles », à 0,22 % de « surfaces en eau ».

### Organisme de bassinou organisme gestionnaire
L'organisme gestionnaire est le Comité de bassin de Corse, depuis la loi corse du 22 janvier 2002.

## Affluents
L'Ortolo a vingt-quatre ruisseaux affluents référencés.
Sur le cours supérieur, avant le barrage de l'Ortolo :
- Ruisseau de Caracutu
- Ruisseau d'Alzeta
- Ruisseau de Curbaju
- Ruisseau de Petra Ponta
- Ruisseau de Capitellu
- Ruisseau de Zeruleca
- Ruisseau de Funtanella
- Ruisseau de Ribaldino
- Ruisseau de Mela
- Ruisseau de Vangone Niellu
- Ruisseau de Canalsecco
- Ruisseau de Chiuva
- Ruisseau de Caraglia
- Ruisseau de Lataga

Sur le cours inférieur, après le barrage de l'Ortolo :
- Ruisseau de Candelella
- Ruisseau de Mola
- Ruisseau de Ghiuncheto
- Ruisseau de Balatese
- Ruisseau de Capu d'Omo
- Ruisseau de Saparella
- Ruisseau de Castellu
- Ruisseau de Salcinaja
- Ruisseau de Petra Mataja
- Ruisseau de Casacce

### Rang de Strahler
Le rang de Strahler est de quatre.

## Hydrologie
L'Ortolo a été suivi à deux stations hydrologiques : à Levie (Vignalella), pour un bassin versant de 26,2 km2, à 245 m d'altitude, de 1996 à 2015 et à Sartène au moulin de Curgia de 1976 à 1996 pour un bassin versant de 70,3 km2 et à 76 m d'altitude.

### L'Ortolo à Sartène (Moulin de Curgia)
Son module est de 0,860 m3/s à Sartène au moulin de Curgia pour un bassin versant de 70,3 km2 et à 76 m d'altitude.